# كريستين ليلي
كريستين ليلي (بالإنجليزية: Kristine Lilly)‏ هي لاعبه المنتخب الأمريكي لكرة القدم النسائية ولديها سجل حافل بالمشاركات مع منتخب بلادها منتخب الولايات المتحدة الأمريكية للسيدات، فقد شاركت في 5 مشاركات متتالية في نهائيات كاس العالم للسيدات منذ عام 1991 حتى عام 2007، فقد لعبت السيده الأمريكية دور كبير في تحقيق منتخب الولايات المتحدة الأمريكية لبطولة كاس العالم للسيدات عام 1991 وعام 1999، وحيث انها حققت لقب وصيفه أفضل لاعبه في العالم بعد اللاعبه البرازيلية مارتا عام 2006، وأيضا سجل اللاعبه حافل في نهائي مسابقة كرة القدم للسيدات الأولمبية عام 1996 وعام 2000 وعام 2004، كما لها مشاركة في التصفيات المؤهلة لكاس العالم للسيدات عام 2003 وعام 2007، واستطاعت ان تكون نجمة من نجوم كورة القدم النسائية.

## نهائياتكأس العالم1991-1995-1999-2003-2007 للسيدات
شاركت اللاعبة كريستين ليلي في خمس نهائيات متتالية حققت فيها نجاحا مبهراً بالصعود لمنصات التتويج في بطولتين وكانت عام 1991 وعام 1999 بعد احرازها مع منتخب بلادها كأس العالم للسيدات، كما انها شاركت مع منتخب بلادها الولايات المتحدة الأمريكية في كاس العالم للسيدات في 30 مباراه فازت مع منتخب بلادها في 24 مباراه وتعادلت مع منتخب بلادها في 3 مباريات وخسرت مع منتخب بلادها في 3 مباريات، حيث فازت مع منتخب بلادها على كل من سيدات السويد بنتيجة 3-2 عام 1991، وعلى سيدات البرازيل بنتيجة 5-0 عام 1991 وعلى سيدات اليابان بنتيجة 3-0 عام 1991 وعلى سيدات الصين تايبة في الدور ربع نهائي بنتيجة 7-0 عام 1991 وعلى سيدات ألمانيا في الدور نصف نهائي بنتيجة 5-2 عام 1991 وعلى سيدات النرويج بنتيجة 2-1 عام 1999 لتحرز لقب البطولة في ذلك العام، وعلى سيدات الدنمارك بنتيجة 2-0 عام 1995 وعلى سيدات أستراليا بنتيجة 4-1 عام 1995 وعلى سيدات اليابان بنتيجة 4-0 عام 1995 وعلى سيدات الصين بنتيجة 2-0 عام 1995 لتحديد المركز الثالث في البطولة وعلى سيدات الدنمارك بنتيجة 3-0 عام 1999 وعلى سيدات نيجيريا بنتيجة 7-1 عام 1999 وعلى سيدات كوريا الشمالية بنتيجة 3-0 عام 1999 وعلى سيدات ألمانيا في الدور ربع النهائي بنتيجة 3-2 عام 1999 وعلى سيدات البرازيل في الدور نصف نهائي بنتيجة 2-0 عام 1999 وعلى سيدات الصين في نهائي كأس العالم بضربات الترجيح بنتيجة 5-4 عام 1999 لتحقق مع منتخب بلادها لقب كأس العالم للمره الثانية في تاريخها مع المنتخب وعلى سيدات السويد بنتيجة 3-1 عام 2003 وعلى سيدات نيجيريا بنتيجة 5-0 عام 2003 وعلى سيدات كوريا الشمالية بنتيجة 3-0 عام 2003 وعلى سيدات النرويج في الدور ربع نهائي بنتيجة 1-0 عام 2003 وعلى سيدات كندا لتحديد المركز الثالث بنتيجة 3-1 عام 2003 وعلى سيدات السويد بنتيجة 2-0 عام 2007 وعلى سيدات نيجريا بنتيجه 1-0 عام 2007 وعلى سيدات إنجلترا بنتيجة 3-0 عام 2007 وعلى سيدات النرويج بنتيجة 4-1 في مباراه تحديد المركز الثالث في البطولة، كما تعادلت مع منتخب بلادها في 3 مباريات كانت ضد كل من سيدات الصين بنتيجة 3-3 عام 1995 ومع سيدات الصين في المباراة النهائية قبل اللجوء إلى ضربات الترجيح بنتيجة 0-0 عام 1999 ومع سيدات كوريا الشمالية بنتيجة 2-2 عام 2007، كما خسرت مع منتخب بلادها في 3 مباريات كانت على يد سيدات النرويج بنتيجة 1-0 عام 1995 في الدور نصف نهائي وعلى يد سيدات ألمانيا بنتيجة 3-0 في الدور نصف نهائي عام 2003 وعلى يد سيدات البرازيل بنتيجة 4-0 في الدور نصف نهائي عام 2007 وسجلت في نهائيات كأس العالم للسيدات 8 اهداف في جميع المشاركات.

## بطولة كورة القدم الأوليمبية للسيدات عام 1996 وعام 2000 وعام 2004
كما شاركت مع منتخب بلادها في 3 بطولات أولمبية لكورة القدم النسائية عام 1996 و2000 و2004، حيث شاركت في 16 مباراه وقازت مع منتخب بلادها في 12 مباراه وتعادلت مع منتخب بلادها في في 3 مباريات وخسرت مع منتخب بلادها في مباراه واحده، حيث فازت على مع منتخب بلادها على كل من سيدات الدمنارك بنتيجة 3-0 عام 1996 وعلى سيدات السويد بنتيجة 2-1 عام 1996 وعلى سيدات النرويج بنتيجة 2-1 عام 1996 وعلى سيدات الصين بنتيجة 2-1 عام 1996 في المباراة النهائية لتحقق الميدالية الذهبية مع منتخب بلادها وعلى سيدات النرويج بنتيجة 2-0 عام 2000 وعلى سيدات نيجيريا بنتيجة 3-1 عام 2000 وعلى سيدات البرازيل في الدور نصف نهائي بنتيجة 1-0 عام 2000 وعلى سيدات اليونان بنتيجة 3-0 عام 2004 وعلى سيدات البرازيل بنتيجة 2-0 عام 2004 وعلى سيدات اليابان بنتيجة 2-1 في الدور نصف نهائي عام 2004 وعلى سيدات البرازيل في المباراة النهائية بنتيجة 2-1 لتحقق الميدالية الذهبية للمره الثانية في تاريخها مع منتخب بلادها كما تعادلت مع منتخب بلادها في 3 مباريات كانت امام كل من سيدات الصين بنتيجة 0-0 عام 1996 وامام سيدات الصين بنتيجة 1-1 عام 2000 وامام سيدات أستراليا بنتيجة 1-1 عام 2004 وخسرت مع منتخب بلادها في مباراه واحده كانت على يد سيدات النرويج في المباراة النهائية بنتيجة 3-2 في نهائي البطولة عام 2000 وسجلت في بطولة كرة القدم الأوليمبية للسيدات 4 اهداف ونالت على 4 بطاقات صفراء.

## التصفيات المؤهلة لكأس العالم للسيدات عام 2003 و2007
كا شاركت مع منتخب بلادها في التصفيات المؤهلة لكاس العالم عام 2003 و2007، حيث شاركت في 6 مباريات وفازت مع منتخب بلادها في 6 مباريات ولم تتعادل ولم تخسر مع منتخب بلادها في التصفيات المؤهلة لكاس العالم للسيدات، حيث فازت مع منتخب بلادها على كل من سيدات المكسيك بنتيجة 3-0 عام 2003 وعلى سيدات تيرنداد وتوباغو بنتيجة 3-0 عام 2003 وعلى سيدات كوستاريكا بنتيجة 7-0 عام 2003 وعلى سيدات كندا بنتيجة 2-1 عام 2003 وعلى سيدات المكسيك بنتيجة 2-0 عام 2007 وعلى سيدات كندا 2-1 عام 2007 وسجلت هدفين في التصفيات خلال مساركتها مع منتخب بلادها في التصفيات المؤهلة لكأس العالم للسيدات.

## القاب كريستين ليلي
كأس العالم للسيدات عام 1991
كأس العالم للسيدات عام 1999
الميدالية الذهبية في الأوليمبيات عام 1996
الميدالية الذهبية في الأوليمبيات عام 2004
الميدالية الفضية في الأوليمبيات عام 2000

## روابط خارجية
- كريستين ليلي على موقع IMDb (الإنجليزية)
- كريستين ليلي على موقع الاتحاد الدولي (مؤرشف)  (الإنجليزية)
- كريستين ليلي على موقع قاعدة بيانات كرة القدم.إي يو (الإنجليزية)
- كريستين ليلي على موقع Soccerway.com (الإنجليزية)
- كريستين ليلي على موقع عالم كرة القدم.نت (الإنجليزية)
- كريستين ليلي على موقع اللجنة الأولمبية الدولية (الإنجليزية)
- كريستين ليلي على موقع أوليمبيديا (الإنجليزية)